# Royal Queensland Yacht Squadron
Le Royal Queensland Yacht Squadron est un club de yacht à Brisbane, dans l'État du Queensland, en Australie. Il a été fondé en 1885, et a reçu une Charte royale en 1902. Il a ajouté le titre "royal" qu'en 1961.

Il est situé à Manly, dans la banlieue de Brisbane, et il est l'un des plus anciens du Queensland.
Ses membres ont participé aux Jeux Olympiques depuis 1956. Il possède une Académie de voile pour les juniors.